# Sila (Provinz)
Sila ist eine Provinz des Tschad. Ihre Hauptstadt ist Goz Beïda. Die Provinz hat etwa 289.776 Einwohner (2009). Die Provinz ist am 19. Februar 2008 durch Teilung der Provinz Wadai (frz. Ouaddaï) entstanden.

## Geographie
Sila liegt im Osten des Landes an der Grenze zur Region Darfur im Sudan und zur Zentralafrikanischen Republik. Die Provinz liegt hauptsächlich in der Sahelzone.

### Untergliederung
Borkou ist in zwei Départements eingeteilt:
| Département       | Hauptort  | Unterpräfekturen                                                  |
| ----------------- | --------- | ----------------------------------------------------------------- |
| Djourouf al Ahmar | Am Dam    | Am Dam, Magrane, Haouich                                          |
| Kimiti            | Goz Beïda | Goz Beïda, Koukou-Angarana, Tissi, Adé, Mogororo, Kerfi, Moudeïna |